# Ju Jinyang
Pour les articles homonymes, voir Ju.
Dans ce nom chinois, le nom de famille, Ju, précède le nom personnel.
Ju Jinyang, né le 22 octobre 2003,, est un coureur cycliste chinois.

## Biographie
En août 2023, il représente son pays lors des championnats du monde de Glasgow. 

## Palmarès
- 2023
  -  Champion de Chine sur route espoirs
  -  Champion de Chine du contre-la-montre espoirs
  -  Médaillé d'argent du championnat d'Asie du contre-la-montre espoirs
- 2025
  -  Champion de Chine du contre-la-montre espoirs